# Voyage pittoresque à l'île-de-France, au cap de Bonne-Espérance et à l'île de Ténériffe
Voyage pittoresque à l'île-de-France, au cap de Bonne-Espérance et à l'île de Ténériffe est le titre d'un récit de voyage publié par le Français Jacques-Gérard Milbert en 1812. Il décrit le voyage qu'il fit jusqu'à l'île de France, l'actuelle île Maurice, dans le cadre de l'expédition Baudin, une expédition scientifique partie du Havre le 19 octobre 1800 et qui ramena en métropole un très grand nombre de spécimens botaniques ou zoologiques inconnus par les savants européens de l'époque.